# Ouled Gnaou
Ouled Gnaou  (in arabo أولاد كناو‎?) è un centro abitato e comune rurale del Marocco situato nella provincia di Béni Mellal, regione di Béni Mellal-Khénifra. Conta una popolazione di 12 720 abitanti (censimento 2014).